# Rudolf Deman

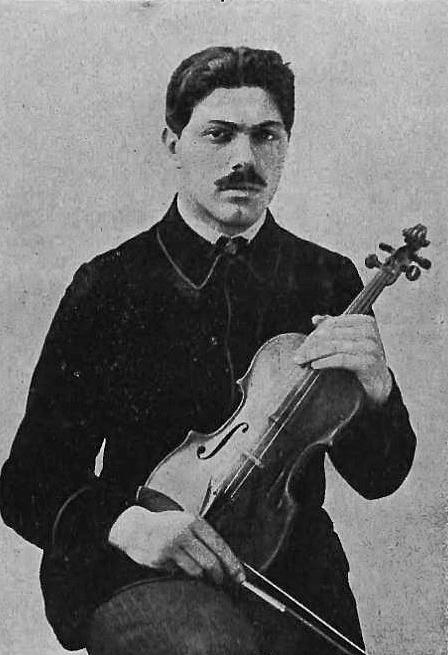
Rudolf Deman (vor 1907)

Rudolf Deman (* 20. April 1880 in Wien; † 19. März 1960 in West-Berlin) war Geiger, Konzertmeister und Musikpädagoge.

## Leben
Jüngstes der acht Kinder (Victor * 1863/Budapest, Helene * 1866/Budapest, Ludwig * 1868/Budapest, Felix * 1871/Budapest, Minna * 1873/Wien, Heinrich * 1875/Wien, Leopold * 1876/Wien) von Goldschmied Moritz Diamant (* 1838 in Kuclo/Ungarn) und Anna, geborene Bohensky (* 1837 in St. Georgen bei Pressburg). Namensänderung von „Diamant“ in „Deman“ erfolgte 1892.
Er absolvierte 1898 das Wiener Konservatorium mit Auszeichnung (Schule Jakob Grün). Möglicherweise erhielt er eine zusätzliche Ausbildung bei Joseph Joachim in Berlin.
Er diente drei Jahre beim Militär und arbeitete von 1901 bis 1908 als 1. Konzertmeister am Lemberger Stadttheater. Von 1908 bis 1918 war er Konzertmeister (Mai 1909 wurde er zum Hofkonzertmeister ernannt) des Orchesters am Großherzoglichen Hoftheater Karlsruhe. Deman heiratete 1911 die dort ebenfalls engagierte Schauspielerin Edith Ausfeld (* 31. Juli 1881 in Wiesbaden, † 9. Oktober 1960 in Bonn, Theatername: Edith Delkamp, zeitweise auch Deman-Delkamp). Ihr gemeinsamer Sohn Hans Eduard Maximilian Deman (* 1912 in Karlsruhe; † 1986 in Mettmann) arbeitete später im deutschen diplomatischen Dienst. Die Ehe wurde 1928 geschieden.
Ab 1914 spielte Deman auch im Orchester der Bayreuther Festspiele. Während seiner Einberufung im Ersten Weltkrieg war er 1917/1918 als Kurier im Wiener Kriegsministerium tätig. Nach dem Ersten Weltkrieg war Deman für einige Zeit Mitglied des Pozniak-Trios.
Von 1918/1919 bis 1930 war Deman einer der Konzertmeister des Orchesters der Staatsoper Berlin.  Anfang der 1920er Jahre gründete mit Emil Kornsand (2. Violine), Karl Reitz (Viola) und Carl Dechert (Violoncello) das Deman-Streichquartett. Am 29. Oktober 1923 war er einer der Musiker, die in der ersten deutschen Rundfunksendung aus dem Berliner Vox-Haus mitwirkten. Im April 1924  wurde er als Professor an die Staatliche Akademische Hochschule für Musik berufen.
1930 heiratete Rudolf Deman in zweiter Ehe die Sängerin Frida Leider, die er Juli 1923 bei gemeinsamer Tätigkeit an der Zoppoter Waldoper kennengelernt hatte. Er gab seine Konzertmeistertätigkeit auf, um sie auf ihren internationalen Gastspielreisen zu begleiten. Als Jude war ihm ab 1933 keine öffentliche Tätigkeit mehr möglich, allerdings war er als österreichischer Staatsbürger bis 1938 vor weiteren Übergriffen geschützt. Nach dem Anschluss Österreichs und der Pogromnacht 1938 emigrierte Deman in die Schweiz. Um sein wirtschaftliches Überleben zu ermöglichten, versuchte Frida Leider ihn durch Auslandsgastspiele und durch auf Umwegen geschicktes Geld zu unterstützen. 1943 wurde die Ehe offiziell geschieden, das Ehepaar nahm aber 1946, nach Demans Rückkehr aus dem Exil, die eheliche Gemeinschaft wieder auf. Deman unterrichtete weiterhin und erhielt erneut eine Professur an der Hochschule für Musik. 
Am 2. April 1955 wurde ihm das Bundesverdienstkreuz 1. Klasse verliehen.

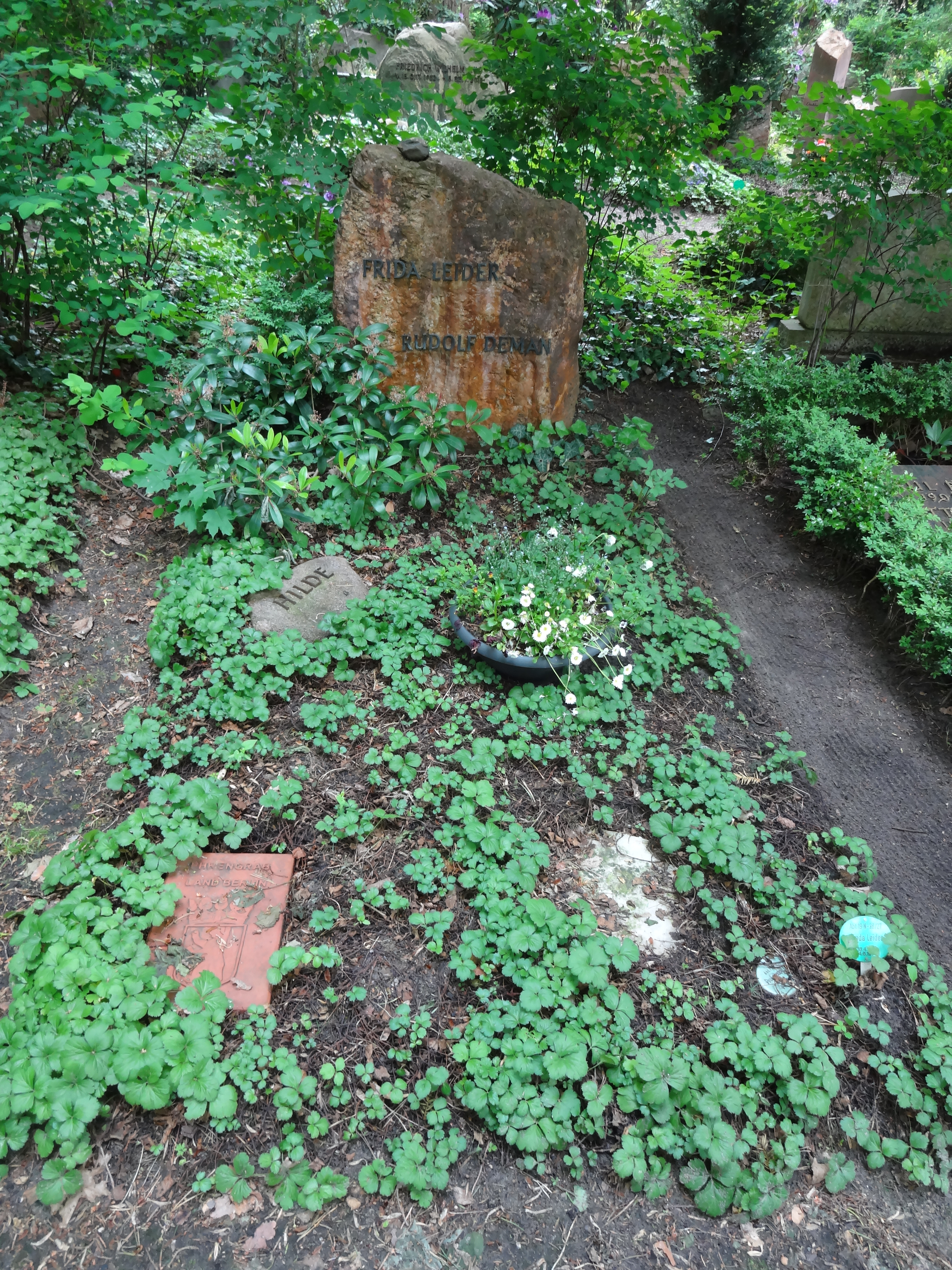
Grab von Rudolf Deman auf dem Friedhof Heerstraße in Berlin-Westend

Rudolf Deman starb, einen Monat vor seinem 80. Geburtstag, am 19. März 1960 in Berlin. Die Beisetzung erfolgte auf dem nahe dem Berliner Olympiagelände gelegenen, landeseigenen Friedhof Heerstraße im Bezirk Charlottenburg im heutigen Ortsteil Berlin-Westend (Grablage: 19-N-26/27). Auch seine Gattin Frida geb. Leider fand 1975 dort ihre letzte Ruhestätte.

## Tondokumente
Deman machte um 1921 erste Trio-Aufnahmen für das Odeon-Label, 1923 begleitete er Sänger auf Homocord.
1923 und 1924 zahlreiche Aufnahmen für Vox, hier eher gehobene Unterhaltungsmusik in Duo-/Triobesetzung, aber auch das Lento aus dem Violinkonzert von Richard Strauss. Schließlich von 1926 bis 1930 Aufnahmen mit dem Deman-Streichquartett für die Deutsche Grammophon: Streichquartette von Beethoven (op. 18,4, op. 59,3 und op. 132), Dittersdorf (Es-Dur-Quartett), Glasunow (Interludium), Mozart (Quartett KV 465) und Schubert (Quartette D 87, D 804, D 810 sowie 5 Deutsche Tänze) in vollständigen Aufnahmen.